# Tālava
Tālava was een Letgaals vorstendom in de Noord-Vidzeme en Noord-Letgallen regio van het huidige Letland. Het werd begrensd door het Letgaalse vorstendom Jersika in het zuiden, het Lijfse Metsepole en Idumeja in het westen, de Estse Sakala en Oegauniers in het noorden en de Russische Republiek Novgorod in het oosten.
Tālava werd voor het eerst vermeld in de Kroniek van Hendrik van Lijfland in 1207 als het christelijke graafschap Tholowa. Russische kronieken verwijzen naar het land Atzele (Очела) dat waarschijnlijk het oostelijk deel van Tālava was.

## Geschiedenis
Nadat in de winter van 1179-1180 de prins van Novgorod Mstislav Rostislavich "de Dappere" tegen de Tsjoeden optrok werd Tālava gedwongen schatting te betalen aan Novgorod. De leider van Tālava, Tālivaldis en zijn zonen werden in het oosters-orthodoxe geloof gedoopt.
In 1208 sloot Tālivaldis, samen met de Letgaalse leiders Rūsiņš van Satekle en Varidots van Autine, een militaire alliantie met de Orde van de Zwaardbroeders. De Zwaardbroeders beloofden hun steun tegen de Novgorodiers. In hetzelfde jaar nodigden de Tālaviers hun noordelijke vijanden de Estische Oegauniers uit voor vredesbesprekingen, die echter zonder succes waren. De Tālaviers vochten daarna samen met de Zwaardbroeders een vier jaar lange oorlog tegen de Estse stammen, afgesloten met een vredesverdrag in Turaida in 1212.
In 1214 tekenden Rameks en Varibuls, twee zonen van Tālivaldis, een nieuw verdrag met bisschop Albert van Riga, waardoor het noordelijke deel van Tālava naar het bisdom Riga ging. Ze bekeerden van de oosters-orthodoxie naar het rooms-katholicisme en werden vazallen van de bisschop. In 1215 zetten de Tālaviers samen met troepen van de bisschop hun oorlog tegen de Esten voort. Daarop vielen de Esten Tālava binnen en namen Tālivaldis in Trikāta gevangen, waarna ze hem levend verbrandden. Na de dood van Tālivaldis werd de oorlog voortgezet. Zijn zonen namen wraak, plunderden het Estse land en verbrandden alle Oegaunische mannen die ze konden vangen levend.
In de winter van 1216 werd Tālava door Novgorodische troepen uit Pskov binnengevallen.
Na de inname van Tartu en de kerstening van de Oegauniers in 1224 werd Tālava verdeeld tussen het bisdom Riga en de Zwaardbroeders, waarbij de bisschop 2/3 en de Zwaardbroeders 1/3 van Tālava kregen. Tālava werd aldus een deel van Terra Mariana.